# س
س（スィーン, سين）はアラビア文字の12番目に位置する文字。無声歯茎摩擦音 /s/ を表す。現代標準アラビア語とセム祖語の子音がほぼ一対一で対応できる中、2つの祖語の子音（/s/と/ʃ/）に対応する唯一のものである。

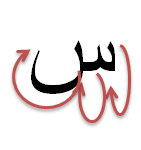
単独形の筆順

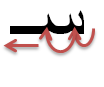
語頭形の筆順

伝統的な文字の配列でヌーンのあとに来ること、数価の 60 を表すことなどは、ヘブライ文字のサメフ(ס)やギリシア文字の Ξ に対応するが、文字の形とその名称はヘブライ文字のシン(ש)、ギリシア文字の Σ と共通である。
この文字の上に点をつけたものがشである。

## 符号位置
| 文字 | Unicode | JIS X 0213 | 文字参照        | 名称     |
| ---- | ------- | ---------- | --------------- | -------- |
| س    | U+0633  | ‐          | &#x633; &#1587; | スィーン |